# 汪振儒
汪振儒（1908年5月8日—2008年6月24日），又名汪燕杰，男，祖籍廣西桂林，生于北京，中國森林植物分類學家、森林植物生理學家，中國農工民主黨党员。

## 生平
北京清華大學生物系本科畢業，美國康乃爾大學碩士（森林學專業）、杜克大學博士（森林學專業）。
1939年至1945年任廣西大學教授、森林系主任、農學院院長，台灣森林學研究者劉業經為此一時期之學生。
1946年至1949年任北京大學教授、森林系主任。
1949年至1952年任北京農業大學教授。
1952年至1989年任北京林學院（現在北京林業大學）教授、博士生導師。